# Hyttsjön (Kristinehamns socken, Värmland)
Hyttsjön är en sjö i Kristinehamns kommun och Storfors kommun i Värmland och ingår i Göta älvs huvudavrinningsområde. Sjön har en area på 1,59 kvadratkilometer och ligger 112,1 meter över havet. Sjön avvattnas av vattendraget Timsälven (Nordmarksälven).

## Delavrinningsområde
Hyttsjön ingår i det delavrinningsområde (659325-140922) som SMHI kallar för Utloppet av Hyttsjön. Medelhöjden är 136 meter över havet och ytan är 15,88 kvadratkilometer. Räknas de 117 avrinningsområdena uppströms in blir den ackumulerade arean 1 218,55 kvadratkilometer. Timsälven (Nordmarksälven) som avvattnar avrinningsområdet har biflödesordning 3, vilket innebär att vattnet flödar genom totalt 3 vattendrag innan det når havet efter 318 kilometer. Avrinningsområdet består mestadels av skog (67 procent) och jordbruk (12 procent). Avrinningsområdet har 1,51 kvadratkilometer vattenytor vilket ger det en sjöprocent på 9,5 procent.